# 山口県道501号山口秋吉台公園自転車道線
山口県道501号山口秋吉台公園自転車道線（やまぐちけんどう501ごう やまぐちあきよしだいこうえんじてんしゃどうせん）は、山口県山口市と同県美祢市を結ぶ自転車道（自転車歩行者専用道路）として整備された一般県道である。通称「山口秋吉台自転車道」。沿線案内図も通称による表記となっており、正式な県道名および県道番号は記載されていない。
- 起点：山口市宮島町
- 終点：美祢市秋芳町秋吉
- 総延長：30.8km

## 通過する自治体
- 山口県
  - 山口市
  - 美祢市

## 地理
全線が自転車専用道路となっている。基本的に川沿いのほぼ平坦なルートであるが、中央部の二本木峠（山口市小郡上郷・美祢市美東町真名との境界）の前後に上り坂と下り坂があり、坂の勾配を示す絵文字（上り坂は亀、下り坂はウサギの絵）による表示看板がある。
終点は秋芳洞の入り口となっている。

## 接続道路
| 交差する道路 | 市町村名 | 交差する場所   | 交差する場所          |
| --- | -------- | -------------- | --------------------- |
| 山口県道21号山口防府線 山口県道61号山口小郡秋穂線 重複区間起点 山口県道194号山口秋穂線 重複                        | 山口市   | 宮島町         | 新鰐石橋交差点 / 起点 |
| 山口県道502号山口防府小郡自転車道線                                                                                | 山口市   | 宮島町         |                       |
| 山口県道61号山口小郡秋穂線 重複区間終点                                                                            | 山口市   | 平井           |                       |
| 山口県道200号陶湯田線                                                                                              | 山口市   | 穂積町         |                       |
| 国道9号 重複区間起点                                                                                               | 山口市   | 小郡上郷       |                       |
| 国道9号 重複区間終点 山口県道28号小郡三隅線 重複区間起点 山口県道353号新山口停車場上郷線                           | 山口市   | 小郡新町5丁目  | 新町交差点            |
| 山口県道28号小郡三隅線 重複区間終点                                                                                | 山口市   | 小郡新町3丁目  |                       |
| 山口県道28号小郡三隅線 重複区間起点                                                                                | 山口市   | 小郡真名       |                       |
| 山口県道231号美祢小郡線                                                                                            | 山口市   | 小郡真名       |                       |
| 山口県道28号小郡三隅線 重複区間終点                                                                                | 山口市   | 小郡上郷       |                       |
| 山口県道28号小郡三隅線 重複区間起点                                                                                | 山口市   | 小郡上郷       |                       |
| 山口県道28号小郡三隅線 重複区間終点                                                                                | 山口市   | 小郡上郷       |                       |
| 山口県道28号小郡三隅線 重複区間起点                                                                                | 山口市   | 小郡上郷       |                       |
| 山口県道28号小郡三隅線 重複区間終点                                                                                | 山口市   | 小郡上郷       |                       |
| 山口県道28号小郡三隅線 重複区間起点                                                                                | 山口市   | 小郡上郷       |                       |
| 山口県道28号小郡三隅線 重複区間終点                                                                                | 山口市   | 小郡上郷       |                       |
| 山口県道28号小郡三隅線 重複区間起点                                                                                | 山口市   | 小郡上郷       |                       |
| 山口県道28号小郡三隅線 重複区間終点                                                                                | 山口市   | 小郡上郷       |                       |
| 山口県道28号小郡三隅線 重複区間起点                                                                                | 山口市   | 小郡上郷       |                       |
| 山口県道28号小郡三隅線 重複区間終点 山口県道31号美東秋芳西寺線 重複区間起点 山口県道240号湯ノ口美祢線 重複区間起点 | 美祢市   | 美東町真名     | 湯ノ口交差点          |
| 国道490号 山口県道30号小野田美東線 重複 山口県道240号湯ノ口美祢線 重複区間終点                                     | 美祢市   | 美東町真名     | 十文字交差点          |
| 山口県道31号美東秋芳西寺線 重複区間終点                                                                            | 美祢市   | 美東町真名     |                       |
| 山口県道240号湯ノ口美祢線 重複区間起点                                                                             | 美祢市   | 秋芳町岩永下郷 |                       |
| 山口県道240号湯ノ口美祢線 重複区間終点 山口県道339号東吉部秋吉線 重複区間起点                                      | 美祢市   | 秋芳町岩永下郷 |                       |
| 山口県道339号東吉部秋吉線 重複区間終点                                                                             | 美祢市   | 秋芳町岩永下郷 |                       |
| 国道435号 | 美祢市   | 秋芳町秋吉     | [ 1 ]                 |
| 山口県道31号美東秋芳西寺線 重複区間起点                                                                            | 美祢市   | 秋芳町秋吉     |                       |
| 山口県道31号美東秋芳西寺線 重複区間終点                                                                            | 美祢市   | 秋芳町秋吉     |                       |
| 山口県道242号秋吉台公園線                                                                                          | 美祢市   | 秋芳町秋吉     | 終点                  |

## 備考
- 山口県初の本格的な自転車道として1975年（昭和50年）から1983年（昭和58年）にかけて整備された。
- 重用区間は各道路の一部分として整備されているが、一部区間は県道整備に伴って生じた旧道を利用して離れた区間を走行している。